# Roman Srzednicki
Roman Tadeusz Srzednicki (ur. 1954) – polski matematyk, kierownik Katedry Równań Różniczkowych Instytutu Matematyki Uniwersytetu Jagiellońskiego.

## Życiorys
Studia matematyczne na Uniwersytecie Jagiellońskim ukończył w 1977. Stopień doktora uzyskał w roku 1981 (promotor: Andrzej Pelczar), stopień doktora habilitowanego w roku 1994, a tytuł profesora w 1999. Specjalizuje się w jakościowej teorii równań różniczkowych i w teorii układów dynamicznych. W latach 1999–2003 zajmował stanowisko zastępcy dyrektora Instytutu Matematyki UJ ds. ogólnych. W latach 2003–2008 pełnił funkcję dyrektora Instytutu Matematyki UJ, a w latach 2008-2011 dziekana Wydziału Matematyki i Informatyki UJ. Członek komitetu redakcyjnego czasopisma Annales Polonici Mathematici. Jest autorem licznych artykułów naukowych publikowanych w prestiżowych czasopismach. Przez dwie kadencje członek Centralnej Komisji do Spraw Stopni i Tytułów. Przewodnik tatrzański.

## Nagrody
- 1996 – Wielka nagroda Polskiego Towarzystwa Matematycznego im. T. Ważewskiego za prace z dziedziny układów dynamicznych
- 2023 – Krzyż Oficerski Orderu Odrodzenia Polski[3]
- 2000 – Krzyż Kawalerski Orderu Odrodzenia Polski[4]